# Filigorgia schoutedeni
Filigorgia schoutedeni is een zachte koraalsoort uit de familie Gorgoniidae. De koraalsoort komt uit het geslacht Filigorgia. Filigorgia schoutedeni werd in 1939 voor het eerst wetenschappelijk beschreven door Stiasny. 